# 檀君紀元

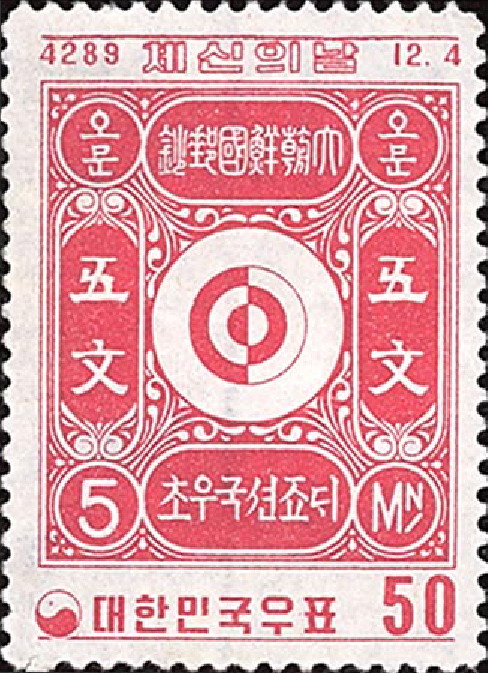
1956年韓國發行的紀念郵票。上面標記檀君紀元的「4289年12月4日」。

檀君紀元，簡稱檀紀，是韓國以神话為基準的紀年單位，像西方慣用的「公元」。計算方法是在公元年份加上2333年，便是該年份的檀紀。《三国遗事》以下，各种史料建国年度没固定。不过，在1485年著述的《東国通鑑》特别指定「是唐尧戊辰岁也」以来，公元前2333年建国这个认识变得固定下来。大韩民国獨立後，曾短暂使用大韓民國紀年，但随后转用檀紀作为公用纪元，並定阴历十月初三為开天节。但由於檀纪的神話傳說故事性質，和日本皇纪一样幾乎不能反映历史事实，故此第三共和國政府於1962年決定修憲將其廢除，自此大韓民國改元公曆。